# Notomulciber javanicus
Notomulciber javanicus är en skalbaggsart som först beskrevs av Stefan von Breuning 1956.  Notomulciber javanicus ingår i släktet Notomulciber och familjen långhorningar. Inga underarter finns listade i Catalogue of Life.